# فراهم‌گر خدمات اینترنتی بی‌سیم

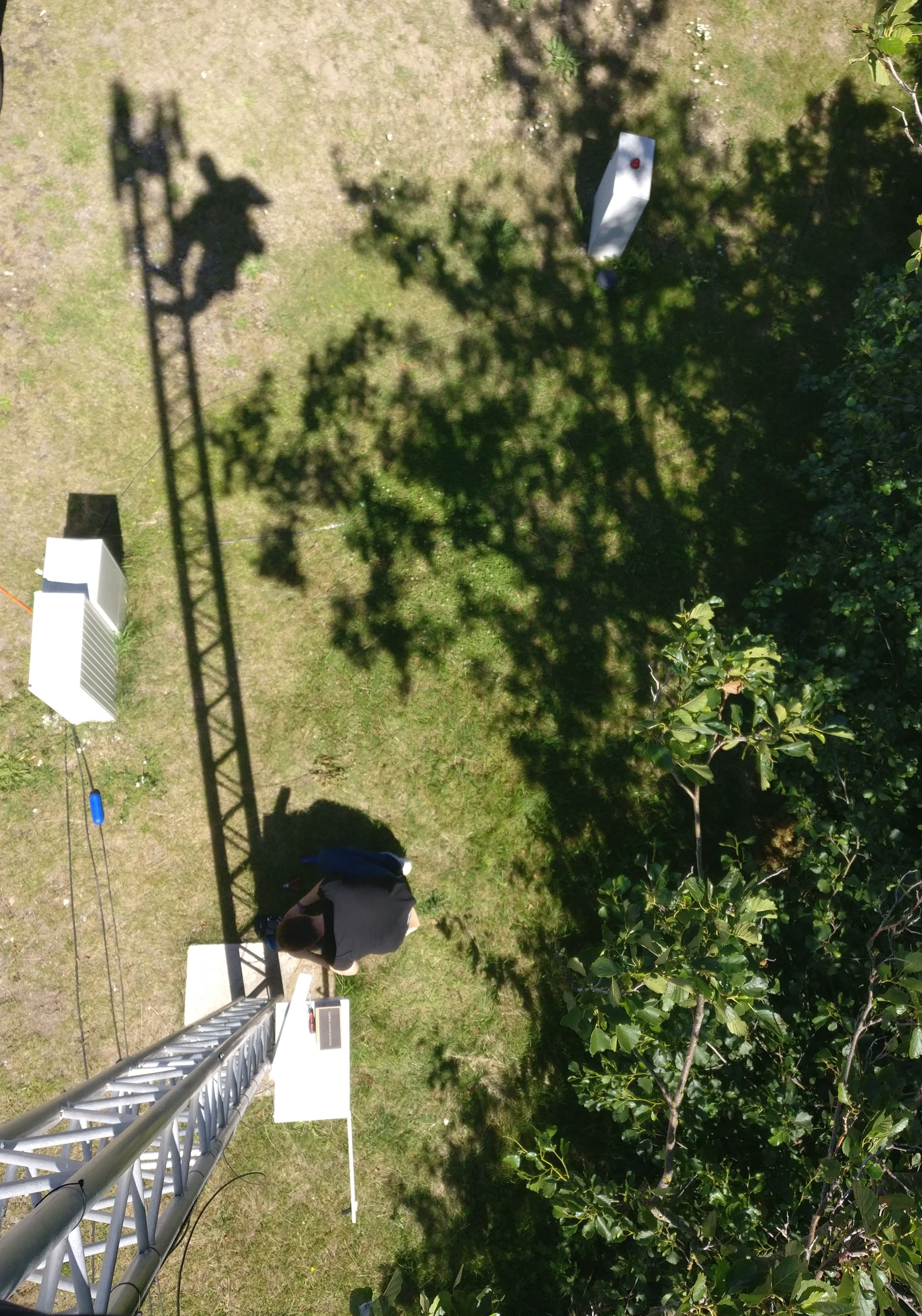
کارکنان یک ارائه‌دهنده خدمات اینترنت بی‌سیم که بر روی پشتیبانی آنتن در جزیره Fehmarn کار می‌کنند.

فراهم‌گر خدمات اینترنتی بی‌سیم یا به اختصار WISP  یک نوع رساننده خدمات اینترنتی می‌باشد. اگر چه عموم مردم اینترنت بی‌سیم را تنها به وای‌فای (Wifi) اطلاق می‌کنند، اما به هر شرکتی که از هر گونه استاندارد و تکنولوژی بی‌سیم استفاده کند (WISP) اطلاق خواهد شد.
اغلب WISP‌ها خدمات اضافه‌تری از جمله VoIP (ارتباط تلفنی بروی آی پی) یا شبکه مجازی خصوصی (VPN) نیز ارائه می‌کنند. حتی برای اولین بار شرکتی در ایالات متحده به نام موی بیم سرویس تصویری (Video-On-Demand) را نیز با پشتیبانی و سرمایه‌گذاری شرکت اینتل (Intel) ارائه کرد.
هم اکنون سرعت ارتباطی به بیش از ۲۰۰ مگابیت در ثانیه رسیده است ولی استاندارد جهانی مناسبی برای WISP به تصویب کامل نرسیده است و در تلاش برای استانداردسازی کردن سیستم‌های بی‌سیم پروژه WiMAX پیشنهاد شده‌است که در برخی شهرهای برتر دنیا سیستم آزمایشی آن اجرا شده‌است.